# Alexander Trifonowitsch Twardowski

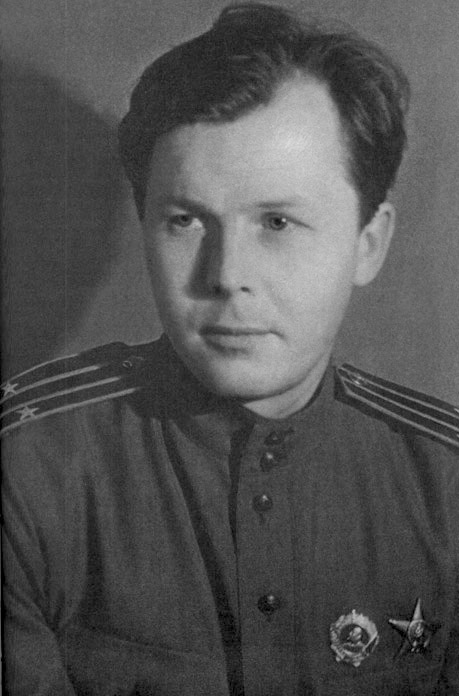
Twardowski, 1943

Alexander Trifonowitsch Twardowski (russisch Александр Трифонович Твардовский, wiss. Transliteration Aleksandr Trifonovič Tvardovskij; * 8.jul. / 21. Juni 1910greg. auf dem Gehöft Sagorje, Gouvernement Smolensk; † 18. Dezember 1971 bei Krasnaja Pachra, Oblast Moskau, heute Troizk) war ein sowjetischer Dichter.

## Leben und Werk
Alexander Twardowski wurde im Jahre 1910 als Sohn eines Schmiedes geboren. Nach Beendigung der 4. Schulklasse verließ er wegen materieller Schwierigkeiten die Schule. Zuhause lief er zweimal weg, weil er mit der bäuerlichen Lebensweise unzufrieden war.
1924 trat Twardowski dem Komsomol bei, drei Jahre später wurde er Mitglied der Assoziation Proletarischer Schriftsteller (RAPP). Er widmete sich ganz der Literatur.
Seine ersten Werke wurden in Zeitungen der Roten Armee in der Oblast Smolensk veröffentlicht. In seinen Poemen Путь к социализму (Der Weg zum Sozialismus, 1931) und Страна Муравия (Das Land Murawija, 1934–1936) verherrlichte er die Kollektivierung der sowjetischen Landwirtschaft. Er war seit 1938 Mitglied der KP und nahm als Politkommissar an der Besetzung Ostpolens und am Finnisch-Sowjetischen Winterkrieg teil.
Sein Poem Василий Тёркин (Wassili Tjorkin, 1941–1945) gilt als Beispiel für die zeitgenössischen sowjetischen Vorstellungen über die Dichtkunst.

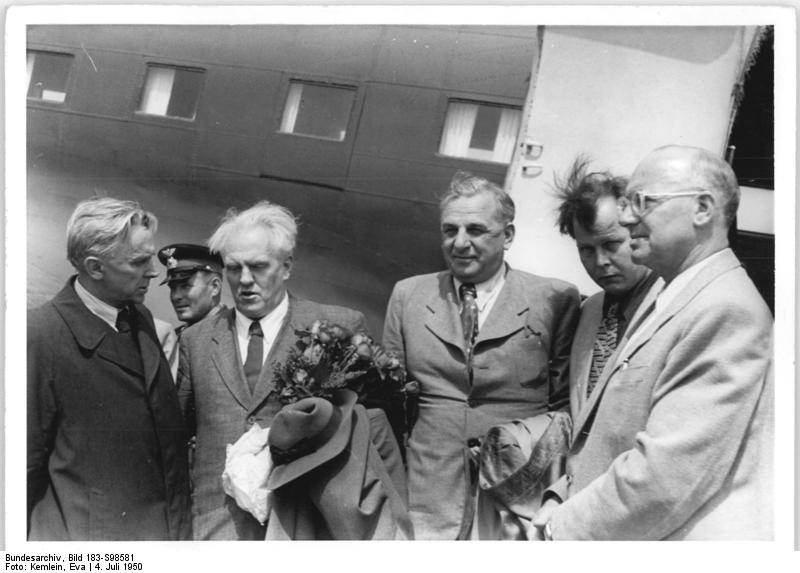
4. Juli 1950 in Ost-Berlin:
Twardowski (2. v. r.) direkt neben Johannes R. Becher

Als Chefredakteur der Moskauer Literaturzeitschrift Nowy Mir (Neue Welt) ließ Twardowski im Herbst 1962 die Erzählung Ein Tag im Leben des Iwan Denissowitsch des noch unbekannten Autors Alexander Solschenizyn abdrucken.
Seine Eltern fielen der Entkulakisierung zum Opfer; ein Verlust, den Twardowski schweigend hinnahm und an dem er bis zum Ende seines Lebens litt.
Der am 22. September 1979 entdeckte Asteroid (3261) Tvardovskij trägt seit 1988 seinen Namen.

## Werke
- Wassili Tjorkin. Ein Poem. Nachdichtung von Hugo Huppert. Mit einem Nachwort von Hugo Huppert. Verlag Kultur und Fortschritt, Berlin 1966, DNB 458451533.
- Das Wunderland Murawia. Eine Dichtung (= Bibliothek ausgewählter Werke der Sowjetliteratur). Übersetzung aus dem Russischen von Alfred Kurella. Buchschmuck von W. A. Sweschnikow. Verlag für fremdsprachige Literatur, Moskau 1953, DNB 455132038.

## Auszeichnungen
- Leninorden (1939)[3]
- Stalinpreis (1941, 1946, 1947)[3]

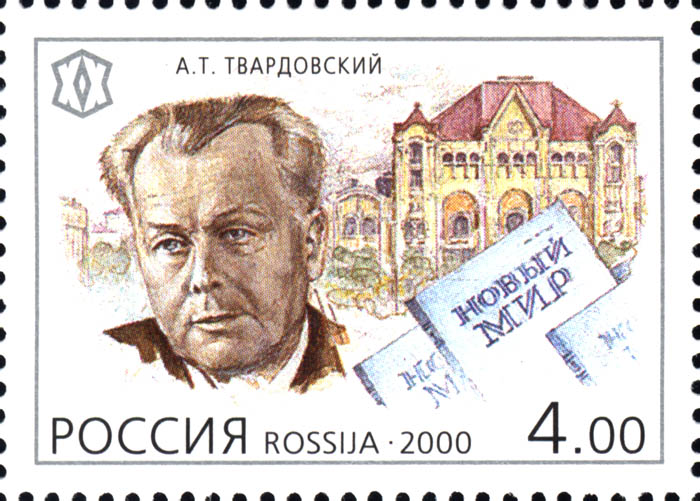
A. T. Twardowski (russische Briefmarke, 2000)

- Orden des Vaterländischen Krieges II. Klasse[4]
- Orden des Vaterländischen Krieges I. Klasse[5]
- Leninpreis (1961)[3]
- Staatspreis der UdSSR (1971)[3]